# Ana Siulolo Liku
Ana Siulolo Liku (sinh ngày 9 tháng 1 năm 1974) là một vận động viên vượt rào người Tonga. Cô đã tham gia cuộc thi vượt rào 100 mét nữ tại Thế vận hội Mùa hè 2000.